# Ajo carretero
El Ajo carretero es una elaboración tradicional de la cocina Pinariega ubicada entre Burgos y Soria. Se trata del alimento que consumían los pastores y carreteros que vivían en la región.
Es una caldereta muy particular, ya que el guiso se degusta de forma invertida.
La capital del Ajo Carretero se sitúa en Quintanar de la Sierra como población heredera de la mayor red de cabañas de carreteros.
En la que establecimientos de la localidad como Las Mayas Posada-Restaurante-Spa a través de su chef Pablo de Miguel llevan tiempo trabajando para poner en valor productos, guisos y elaboraciones con un alto impacto cultural.

## Ingredientes
El ingrediente básico es la oveja machorra y el ajo, se utiliza falda, cuello, jarrete y costilla para su elaboración,además de cebollas, pimiento rojo pimiento verde, ñoras, pimentón y guindilla picante. 

## Elaboración
La elaboración tradicional se realiza en caldero puesto en fuego de leña. Se incorporan todos los ingredientes en frío menos la sal y se cubre de agua. ( No se añadirá más agua sobre el guiso en mitad de cocción).
Pasadas 4 horas rectificamos el punto de sal, y el guiso estará listo.

## Degustación
La degustación de este manjar, se realiza invertida, primero servimos la carne sobre media hogaza de pan abierta y comemos la carne, y con el pan que hemos utilizado a modo de plato lo picamos y añadimos sobre el caldo reducido que ha quedado de la cocción de la carne  calando así una exquisita sopa que será degustada acto seguido.
- Datos: Q5403625